# Rogue (відеогра)
Rogue (з англ. Rogue — «Розбійник», /ˈɹoʊ̯ɡ/ д·і) — однокористувацька комп'ютерна гра, створена у 1980 році Майклом Тоєм та Ґленном Вічманом для операційної системи Unix. Rogue вважається першою у світі грою в жанрі Roguelike, i вона стала попередницею багатьох ігор, таких як NetHack, Moria тощо, хоча в технічному плані її випередила гра Beneath Apple Manor, створена двома роками раніше.

## Ігровий процес
У Rogue гравець виконує типову роль авантюриста ранніх фентезійних рольових ігор. Гра починається на самому верхньому рівні непозначеного підземелля з незліченною кількістю монстрів і скарбів. Мета гри полягає в тому, щоб пробитися на нижній рівень, отримати амулет Єндора (англ. Amulet of Yendor) й піднятися на поверхню.  З кожним рівнем перемагати монстрів стає дедалі важче. Поки амулет не буде отримано, гравець не може повернутися на попередні рівні. Кожен рівень підземелля складається із сітки з трьох кімнат на три кімнати (потенційно); тупикові коридори іноді з'являються там, де можна очікувати кімнати. Нижні рівні також можуть включати лабіринт замість кімнати. На відміну від більшості пригодницьких ігор того часу з оригінальним дизайном, макет підземелля та розміщення об'єктів у ньому генеруються випадковим чином.

### Інтерфейс користувача
В оригінальних текстових версіях усі аспекти гри (включаючи підземелля, гравця та монстрів) представлені літерами та символами в наборі символів ASCII. Монстри позначаються великими літерами (Наприклад Z — зомбі), і відповідно існує двадцять шість різновидів. Цей тип зображення робить його придатним для неграфічного терміналу. Пізніші порти Rogue застосовують розширені набори символів до текстового інтерфейсу користувача, або замінюють його графічними плитками.
Основні клавіші переміщення (h, ліворуч; j, вниз; k, вгору та l, праворуч) такі ж, як і клавіші керування курсором у редакторі vi. Інші ігрові дії також використовують поодинокі натискання клавіш — q, щоб випити зілля, w, щоб володіти зброєю, e , щоб з'їсти їжу тощо. У версії для DOS клавіші курсора визначають рух, а клавіші швидкого переміщення (H, J, K і L) замінено використанням клавіші Scroll Lock.